# آرگیشتی دوم
آرگیشتی دوم (به ارمنی: Արգիշտի Բ) نهمین پادشاه کشور باستانی اورارتو در خاور آناتولی بود وی پس از پدرش روسای یکم به سلطنت پادشاهی اورارتو رسید.